# 1. Fußballclub Dynamo Dresden 1990-1991
Questa voce raccoglie le informazioni riguardanti lo 1. Fußballclub Dynamo Dresden nelle competizioni ufficiali della stagione 1990-1991.

## Stagione
Trasformata in società calcistica privata con la ragione sociale di 1. Fußballclub Dynamo Dresden e ridimensionata nella rosa per le partenze di Sammer e Kirsten verso la Bundesliga, nell'ultima edizione del campionato tedesco orientale la Dinamo Dresda ricoprì il ruolo di inseguitrice della capolista Hansa Rostock, assicurandosi con una giornata di anticipo il secondo posto, ultimo piazzamento utile per l'accesso alla Bundesliga.
Malgrado il risultato, la squadra non poté partecipare alla Coppa UEFA in seguito ad una squalifica comminata dalla confederazione per gli avvenimenti occorsi durante la gara di ritorno dei quarti di finale di Coppa dei Campioni contro la Stella Rossa, sospesa dopo 78 minuti di gioco per intemperanze dei tifosi. Nei turni precedenti la Dynamo aveva estromesso Union Luxembourg e Malmö FF. Nell'ultima edizione di Coppa della Germania Est, il cammino della Dinamo Dresda si fermò agli ottavi di finale, in seguito ad una sconfitta contro il Carl Zeiss Jena.

## Divisa e sponsor

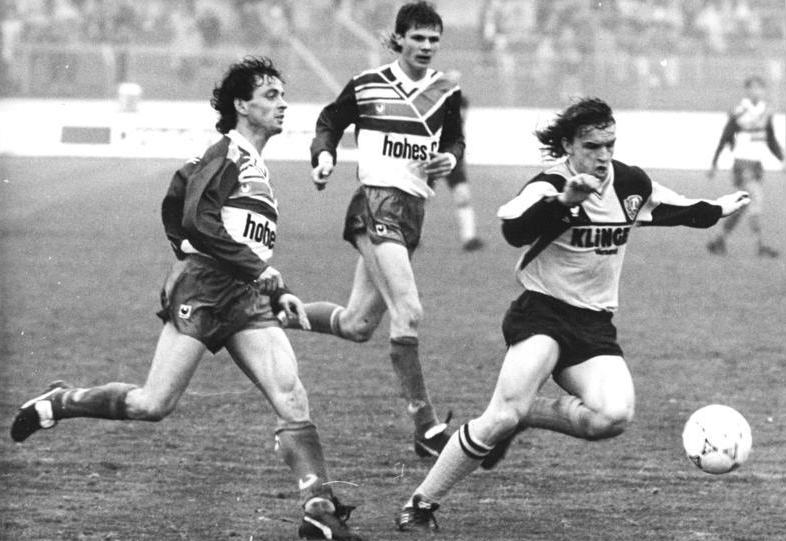
Heiko Scholz indossa la seconda versione della maglia utilizzata durante la stagione, durante l'incontro con il del 27 ottobre 1990.

Nel corso della stagione si alternano delle maglie prodotte dallo sponsor tecnico Adidas ed Erima: la versione prodotta da quest'ultimo sponsor tecnico è caratterizzata dalla presenza di un motivo nero sulle spalle, con righe oblique gialle. Lo sponsor ufficiale è Klingel.
| Casa (prima) | Casa (seconda) |  |

## Rosa
| N. |                     | Ruolo | Calciatore        |
| -- | ------------------- | ----- | ----------------- |
|    | Germania (bandiera) | P     | Thomas Köhler     |
|    | Germania (bandiera) | P     | Ronny Teuber      |
|    | Germania (bandiera) | D     | Steffen Büttner   |
|    | Germania (bandiera) | D     | Andreas Diebitz   |
|    | Germania (bandiera) | D     | Mario Kern        |
|    | Germania (bandiera) | D     | Frank Lieberam    |
|    | Germania (bandiera) | D     | Hans-Uwe Pilz     |
|    | Germania (bandiera) | D     | Detlef Schößler   |
|    | Germania (bandiera) | D     | Andreas Wagenhaus |
|    | Germania (bandiera) | C     | Nico Däbritz      |
|    | Germania (bandiera) | C     | Ralf Hauptmann    |
|    | Germania (bandiera) | C     | Sven Kmetsch      |

| N. |                     | Ruolo | Calciatore        |
| -- | ------------------- | ----- | ----------------- |
|    | Germania (bandiera) | C     | Peter Lux         |
|    | Germania (bandiera) | C     | Matthias Maucksch |
|    | Germania (bandiera) | C     | Sven Ratke        |
|    | Germania (bandiera) | C     | Heiko Scholz      |
|    | Germania (bandiera) | C     | Jörg Stübner      |
|    | Germania (bandiera) | C     | Andreas Trautmann |
|    | Germania (bandiera) | A     | Sergio Allievi    |
|    | Germania (bandiera) | A     | Torsten Gütschow  |
|    | Germania (bandiera) | A     | Uwe Jähnig        |
|    | Germania (bandiera) | A     | Ralf Minge        |
|    | Germania (bandiera) | A     | Uwe Rösler        |

## Calciomercato

### Sessione estiva
| Acquisti | Acquisti       | Acquisti          | Acquisti |
| R.       | Nome           | da                | Modalità |
| -------- | -------------- | ----------------- | -------- |
| D        | Mario Kern     | Stahl Riesa       |          |
| C        | Peter Lux      | Waldhof Mannheim  |          |
| C        | Heiko Scholz   | Lokomotive Lipsia |          |
| A        | Sergio Allievi | Kaiserslautern    |          |

| Cessioni | Cessioni          | Cessioni             | Cessioni |
| R.       | Nome              | a                    | Modalità |
| -------- | ----------------- | -------------------- | -------- |
| P        | Frank Schulze     | Vorwärts Francoforte |          |
| D        | Uwe Kirchner      | Hansa Rostock        |          |
| D        | Andreas Trautmann | Fortuna Colonia      | prestito |
| C        | Matthias Döschner | Fortuna Colonia      |          |
| C        | Hans-Uwe Pilz     | Fortuna Colonia      | prestito |
| C        | Matthias Sammer   | Stoccarda            |          |
| A        | Ulf Kirsten       | Bayer Leverkusen     |          |

### Sessione invernale
| Acquisti | Acquisti          | Acquisti        | Acquisti      |
| R.       | Nome              | da              | Modalità      |
| -------- | ----------------- | --------------- | ------------- |
| D        | Andreas Trautmann | Fortuna Colonia | fine prestito |
| C        | Hans-Uwe Pilz     | Fortuna Colonia | fine prestito |
| A        | Uwe Rösler        | Magdeburgo      |               |

| Cessioni | Cessioni        | Cessioni               | Cessioni |
| R.       | Nome            | a                      | Modalità |
| -------- | --------------- | ---------------------- | -------- |
| D        | Andreas Diebitz | Sachsen Lipsia         |          |
| C        | Peter Lux       | Eintracht Braunschweig |          |
| A        | Uwe Jähnig      | Magdeburgo             |          |

## Risultati

### Coppa dei Campioni
| Arbitro: | Bakker |

|               |           |                                           |
| Morocutti 45’ | Marcatori | 47’ Gütschow 79’ (aut.) Birsens 90’ Ratke |

| Arbitro: | Ignatowicz |

|                              |           |  |
| Jähnig 18’, 45’ Gütschow 34’ | Marcatori |  |

| Arbitro: | McKnight |

|              |           |              |
| Gütschow 45’ | Marcatori | 18’ Engqvist |

| Arbitro: | Waddell |

|                                           |                      |                                           |
| Persson 52’                               | Marcatori            | 17’ (rig.) Gütschow                       |
| Persson Skammelsrud Ågren Nyhlén Engqvist | Tiri di rigore 4 – 5 | Lieberam Schößler Wagenhaus Kern Gütschow |

| Arbitro: | Spirin |

|                                        |           |  |
| Prosinečki 20’ Binić 42’ Savićević 56’ | Marcatori |  |

| Arbitro: | Soriano Aladrén |

|                    |           |                          |
| Gütschow 3’ (rig.) | Marcatori | 52’ Savićević 69’ Pančev |

Gara sospesa dopo 78 minuti di gioco per intemperanze dei tifosi della Dinamo Dresda. L'incontro è stato omologato con il punteggio di 3-0 per la Stella Rossa, che passa il turno con il risultato complessivo di 6-0.

## Statistiche

### Andamento in campionato
| Giornata  | 1 | 2 | 3 | 4 | 5 | 6 | 7 | 8 | 9 | 10 | 11 | 12 | 13 | 14 | 15 | 16 | 17 | 18 | 19 | 20 | 21 | 22 | 23 | 24 | 25 | 26 |
| --------- | - | - | - | - | - | - | - | - | - | -- | -- | -- | -- | -- | -- | -- | -- | -- | -- | -- | -- | -- | -- | -- | -- | -- |
| Luogo     | C | T | C | T | C | T | C | T | C | C  | T  | C  | T  | T  | C  | T  | C  | T  | C  | T  | C  | T  | T  | C  | T  | C  |
| Risultato | V | P | V | P | N | V | V | N | V | N  | P  | V  | N  | P  | V  | V  | V  | N  | V  | N  | N  | P  | P  | V  | V  | N  |
| Posizione | 2 | 9 | 4 | 8 | 8 | 3 | 2 | 3 | 2 | 2  | 2  | 2  | 2  | 4  | 2  | 2  | 2  | 2  | 2  | 2  | 2  | 2  | 2  | 2  | 2  | 2  |

Fonte:  GDR » Oberliga 1990/1991 » Schedule, su worldfootball.net.
Legenda:

Luogo: C = Casa; T = Trasferta. Risultato: V = Vittoria; N = Pareggio; P = Sconfitta.

### Statistiche dei giocatori
| Giocatore    | NOFV-Oberliga | NOFV-Oberliga | NOFV-Oberliga | NOFV-Oberliga | FDGB-Pokal | FDGB-Pokal | FDGB-Pokal  | FDGB-Pokal | Coppa dei Campioni | Coppa dei Campioni | Coppa dei Campioni | Coppa dei Campioni | Totale   | Totale | Totale      | Totale     |
| Giocatore    | Presenze      | Reti          | Ammonizioni   | Espulsioni    | Presenze   | Reti       | Ammonizioni | Espulsioni | Presenze           | Reti               | Ammonizioni        | Espulsioni         | Presenze | Reti   | Ammonizioni | Espulsioni |
| ------------ | ------------- | ------------- | ------------- | ------------- | ---------- | ---------- | ----------- | ---------- | ------------------ | ------------------ | ------------------ | ------------------ | -------- | ------ | ----------- | ---------- |
| S. Allievi   | 18            | 2             | 0             | 1             | 1          | 0          | 0           | 0          | 6                  | 0                  | 0                  | 0                  | 25       | 2      | 0           | 1          |
| S. Büttner   | 25            | 2             | 4             | 0             | 3          | 0          | 0           | 0          | 6                  | 0                  | 0                  | 0                  | 34       | 2      | 4           | 0          |
| A. Diebitz   | 0             | 0             | 0             | 0             | 1          | 0          | 1           | 1          | 0                  | 0                  | 0                  | 0                  | 1        | 0      | 1           | 1          |
| N. Däbritz   | 1             | 0             | 0             | 0             | 0          | 0          | 0           | 0          | 0                  | 0                  | 0                  | 0                  | 1        | 0      | 0           | 0          |
| T. Gütschow  | 26            | 20            | 0             | 0             | 3          | 1          | 0           | 0          | 6                  | 5                  | 0                  | 0                  | 35       | 26     | 0           | 0          |
| R. Hauptmann | 15            | 0             | 2             | 1             | 0          | 0          | 0           | 0          | 3                  | 0                  | 0                  | 0                  | 18       | 0      | 2           | 1          |
| U. Jähnig    | 8             | 1             | 1             | 0             | 2          | 0          | 0           | 0          | 4                  | 2                  | 0                  | 0                  | 14       | 3      | 1           | 0          |
| M. Kern      | 15            | 2             | 3             | 0             | 3          | 1          | 0           | 0          | 5                  | 0                  | 0                  | 0                  | 23       | 3      | 3           | 0          |
| S. Kmetsch   | 6             | 1             | 0             | 0             | 1          | 0          | 0           | 0          | 0                  | 0                  | 0                  | 0                  | 7        | 1      | 0           | 0          |
| T. Köhler    | 9             | -7            | 1             | 0             | 0          | -0         | 0           | 0          | 2                  | -6                 | 0                  | 0                  | 11       | -13    | 1           | 0          |
| F. Lieberam  | 24            | 1             | 2             | 0             | 3          | 1          | 0           | 0          | 6                  | 0                  | 0                  | 0                  | 33       | 2      | 2           | 0          |
| P. Lux       | 5             | 0             | 0             | 0             | 2          | 0          | 0           | 0          | 1                  | 0                  | 0                  | 0                  | 8        | 0      | 0           | 0          |
| M. Maucksch  | 10            | 0             | 3             | 0             | 0          | 0          | 0           | 0          | 0                  | 0                  | 0                  | 0                  | 10       | 0      | 3           | 0          |
| R. Minge     | 21            | 4             | 0             | 1             | 3          | 4          | 0           | 0          | 5                  | 0                  | 0                  | 0                  | 29       | 8      | 0           | 1          |
| H. Pilz      | 12            | 1             | 1             | 0             | 0          | 0          | 0           | 0          | 1                  | 0                  | 0                  | 0                  | 13       | 1      | 1           | 0          |
| S. Ratke     | 18            | 0             | 1             | 0             | 3          | 3          | 0           | 0          | 4                  | 1                  | 0                  | 0                  | 25       | 4      | 1           | 0          |
| U. Rösler    | 13            | 3             | 1             | 0             | 0          | 0          | 0           | 0          | 2                  | 0                  | 0                  | 0                  | 15       | 3      | 1           | 0          |
| H. Scholz    | 25            | 4             | 4             | 0             | 3          | 2          | 0           | 0          | 5                  | 0                  | 0                  | 0                  | 33       | 6      | 4           | 0          |
| D. Schößler  | 23            | 1             | 5             | 0             | 3          | 0          | 1           | 0          | 6                  | 0                  | 0                  | 0                  | 32       | 1      | 6           | 0          |
| J. Stübner   | 14            | 1             | 4             | 0             | 3          | 0          | 0           | 0          | 5                  | 0                  | 0                  | 0                  | 22       | 1      | 4           | 0          |
| R. Teuber    | 18            | -21           | 0             | 0             | 3          | -3         | 1           | 0          | 4                  | -3                 | 0                  | 0                  | 25       | -27    | 1           | 0          |
| A. Trautmann | 3             | 0             | 1             | 0             | 0          | 0          | 0           | 0          | 2                  | 0                  | 0                  | 0                  | 5        | 0      | 1           | 0          |
| A. Wagenhaus | 22            | 2             | 5             | 1             | 2          | 0          | 0           | 0          | 5                  | 0                  | 0                  | 0                  | 29       | 2      | 5           | 1          |